# 레오나르도 스피나촐라
레오나르도 스피노촐라(이탈리아어: Leonardo Spinazzola, 1993년 3월 25일 ~ )는 로마에서 뛰는 이탈리아의 축구 선수이다.

## 수상
유벤투스
- 세리에 A: 2018–19
- 수페르코파 이탈리아나: 2018

이탈리아
- UEFA 유럽 축구 선수권 대회: 2020